# Tendenziale
Il tendenziale è un caso sintattico non molto comune, in quanto utilizzato solo ed esclusivamente da tre lingue moderne e cinque antiche, oramai da considerarsi morte. 
Questo caso era utilizzato per indicare una peculiarità del carattere o di qualsiasi cosa.
Le lingue moderne aventi il caso tendenziale sono l'Ungaro meridionale (unica forma dell'ungherese avente qualche traccia di casi antichi), il Brètalo (dialetto della steppa russa, nelle vicinanze del territorio mongolo) e dal Shakqueth, (lingua indigena dell'Africa nera, specialmente parlato in Congo). Vi sono attestazioni di utilizzo di questo caso in cinque lingue antiche, tuttavia non si conosce l'esatta denominazione delle stesse, in quanto come è facile comprendere non erano affatto egemoni.